# Alraune (film din 1918)
Alraune este un film științifico-fantastic de groază maghiar din 1918, regizat de Michael Curtiz și Edmund Fritz, cu Géza Erdélyi în rolul principal. Se știu puține despre acest film și se consideră pierdut. Alraune este germană pentru mandragoră. Filmul se bazează pe romanul Alraune⁠(d) al romancierului german Hanns Heinz Ewers⁠(d), care a fost publicat în 1911.
Intriga este o variație a legendei originale, în care un om de știință nebun creează un copil frumos, dar demonic, din uniunea forțată dintre o femeie și o rădăcină de mandragoră hrănită cu sângele unui spânzurat.

## Distribuție
- Gyula Gál ... Professor Brinken
- Rózsi Szöllösi ... Alraune
- Kálmán Körmendy ... Frank Braun
- Böske Malatinszky ... Alma Raune, mother of Alraune
- Géza Erdélyi ... Farkas Gontran
- Andor Kardos ... Sebestyén Gontran, legal adviser
- András Kruppka ... Instructor Petersen (ca Andor K. Kovács)
- Károly Árnyai ... Manesse attorney
- Margit Lux
- Violetta Szlatényi
- Jenő Törzs⁠(d)
- Viktor Daniel
- Boleszlav Szobierszki